# Ntouessong V
Ntouessong V est une localité de la région du Centre au Cameroun, située dans la commune de Soa et le département de la Méfou-et-Afamba.

## Population
En 1965/1966, Ntouessong V comptait 212 habitants, principalement des Ewondo.
Lors du recensement de 2005, ce nombre s'élevait à 256.

## Infrastructures
Depuis 2016, le village accueille le musée écologique du Millénaire (MEM), fondé en 2006 par l'ethnobotaniste Bernard-Aloys Nkongmeneck.